# Psychotria ilendensis
Psychotria ilendensis är en måreväxtart som beskrevs av Kurt Krause. Psychotria ilendensis ingår i släktet Psychotria och familjen måreväxter. Inga underarter finns listade i Catalogue of Life.